# Scatopsciara fluviatilis
Scatopsciara fluviatilis är en tvåvingeart som först beskrevs av Franz Lengersdorf 1940.  Scatopsciara fluviatilis ingår i släktet Scatopsciara och familjen sorgmyggor.
Artens utbredningsområde är Finland. Arten är reproducerande i Sverige. Inga underarter finns listade i Catalogue of Life.